# Clattanoia
『Clattanoia』（クラタノイア）は、OxTの2作目のシングル。2015年8月26日にKADOKAWAより発売された。

## 概要
- 前作『KIMERO!!』から約3ヵ月ぶりにリリースされた。
- 今作は、前作以前から作品をリリースしていたポニーキャニオンからではなくKADOKAWAからのリリースである[4][5]。
- 表題曲は、テレビアニメ『オーバーロード』のオープニング主題歌として書き下ろされた[6]。
- 表題曲の曲名「Clattanoia」はそれぞれ英語で「偏執病」を意味する「paranoia」と「カタカタ鳴る音」を表す「Clatter」を組み合わせた造語である[7]。

## 収録曲
| 全作詞: hotaru、全作曲: 大石昌良、全編曲: Tom-H@ck。 |                              |        |            |      |
| #                                                    | タイトル                     | 作詞   | 作曲・編曲 | 時間 |
| 1.                                                   | 「Clattanoia」               | hotaru | 大石昌良   | 3:57 |
| 2.                                                   | 「Lost you」                 | hotaru | 大石昌良   | 4:41 |
| 3.                                                   | 「Clattanoia」(Instrumental) | hotaru | 大石昌良   | 3:57 |
| 4.                                                   | 「Lost you」(Instrumental)   | hotaru | 大石昌良   | 4:40 |
| 合計時間:                                            | 合計時間:                    | 17:15  |            |      |

## タイアップ
Clattanoia
テレビアニメ『オーバーロード』オープニングテーマ

## カバー
- 大石昌良 - 作曲者本人によるセルフカバー。アルバム『大石昌良の弾き語りラボ』収録。
- MYTH & ROID - シングル『Endless Embrace』収録。